# Coriolan Zuiac
Coriolan Zuiac (n. 26 ianuarie 1875, Doman, comitatul Caraș-Severin, Regatul Ungariei – d. 24 februarie 1942, Bocșa Vasiovei, Regatul României) a fost un deputat în Marea Adunare Națională de la Alba Iulia, organismul legislativ reprezentativ al „tuturor românilor din Transilvania, Banat și Țara Ungurească”, cel care a adoptat hotărârea privind Unirea Transilvaniei cu România, la 1 decembrie 1918.

## Biografie
A absolvit Institutul Teologic din Caransebeș, apoi a fost preot în Bocșa Vasiovei unde a dirijat și instruit corul Doina. După anul 1918 a fost președinte al Cercului Muzical din Bocșa Montană, iar în timpul lui Octavian Goga a fost deputat.

## Activitate politică
A fost delegat titular al cercului electoral Bocșa Română din județul Caraș-Severin la Marea Adunare Națională de la Alba-Iulia din 1 decembrie 1918.